# Стакан воды (фильм, 1979)
«Стакан воды» —  двухсерийный художественный телефильм, вторая (первая была в 1957 году) в СССР экранизация одноимённой пьесы французского драматурга Эжена Скриба об интригах английского двора начала XVIII века и их влиянии на политику. Фильм создан в 1979 году.

## Сюжет
Начало XVIII века, Англия (точнее Великобритания) в союзе с Австрией ведёт долгую и разорительную войну против Франции.
Двор королевы Анны Стюарт на самом деле полностью под контролем её давней подруги — Сары Черчилль, герцогини Мальборо, первой статс-дамы. При дворе разворачивается яростная политическая борьба двух партий: герцогиня Мальборо, отстаивая интересы вигов, стремится продолжить войну до победного конца, что крайне выгодно лично герцогине ещё и потому, что руководит военными действиями её муж — герцог Мальборо, а убеждённый тори лорд Болингброк убеждён, что войну, влекущую бесконечные жертвы и совершенно расстроившую финансы Англии, необходимо как можно скорее прекратить и начать мирные переговоры. В Лондон, чтобы передать от Людовика XIV письмо королеве Анне, прибывает старый друг лорда Болингброка, маркиз де Торси.
Королева Анна, как и её двор, полностью подчинена воле герцогини Мальборо. Кажется, ничто не способно пошатнуть власть всесильной первой статс-дамы, а значит, у Болингброка нет никаких шансов добиться мирных переговоров.
Знакомый Болингброка, офицер королевской гвардии  Артур Мешэм, влюблён в обедневшую дворянку Абигайль Черчилль, вынужденную служить в ювелирной лавке Томвуда. Молодые люди собираются пожениться, но их счастью мешают роковые случайности: то Мэшем вынужден принять участие в дуэли с неким дворянином и закалывает его, а потом выясняется, что убитый «Щелкун», оскорбивший капитана, был кузеном лорда Болингброка! То Абигайль сначала получает приглашение королевы, инкогнито посетившей ювелира, служить при дворе, но потом теряет эту возможность из-за интриг герцогини, не желающей допускать к королеве не своих людей.
Однако благодаря сэру Генри дела молодых людей всё-таки устраиваются. Хитроумный лорд узнаёт, что тайный покровитель Мэшема, помогающий ему в продвижении по службе и присылающий дорогие подарки, не кто иной, как сама герцогиня Мальборо. Болингброк прибегает к тонкому шантажу и в обмен на письмо к Мэшему, написанное рукой всесильной Сары Черчилль (и явно не предназначенное для глаз её ревнивого мужа), получает место в штате королевы для Абигайль. Наконец-то возле Анны есть человек, поддерживающий Болингброка!
Королева, отстранённая герцогиней от реальных дел и проводящая свои дни за исполнением придворных ритуалов, откровенно скучает. Она упивается романами и грезит о любви. Своей новой наперснице, Абигайль, она признаётся, что её мысли занимает один юный офицер охраны. Им оказывается Артур Мэшем, о помолвке которого с Абигайль никто не знает.
Абигайль в смятении бросается за помощью к лорду Болингброку: её обожаемый Артур, мягко говоря, легкомыслен и тщеславен, а на него, как оказалось, намерены посягнуть сразу две самые могущественные женщины королевства.
Лорд Болингброк, искушённый политик и опытный интриган, мгновенно понимает, что наконец-то обрёл рычаг для приложения собственных замыслов.  Теперь он знает, как рассорить королеву и герцогиню. Осталось только найти подходящий момент, чтобы  запустить интригу в действие. И таким моментом должна стать просьба королевы подать ей стакан воды.
Дальнейшие события развиваются стремительно. Лорд Болингброк достигает всех поставленных целей. Герцогиня впадает в немилость, и отстраняется от власти. Правительство, как лидер оппозиции, возглавляет сам Болингброк. Сердца влюблённых Абигайль и Артура, наконец, соединяются, а с Артура снимается обвинение в убийстве. Но самое важное — начинаются переговоры о заключении долгожданного мира.
И только королева Анна, оказавшись под гнётом политики и придворного политеса, навсегда теряет свою любовь и остаётся в одиночестве…

## Съёмки
Дворец снаружи снимали в подмосковной усадьбе Марфино, а все внутренние помещения — это павильоны Мосфильма.

## В ролях
| Актёр                  | Роль                                   |
| ---------------------- | -------------------------------------- |
| Кирилл Лавров          | виконт Генри Сент-Джон Болингброк      |
| Алла Демидова          | герцогиня Мальборо                     |
| Наталия Белохвостикова | Анна, королева Англии                  |
| Светлана Смирнова      | Абигайль Черчилль                      |
| Петерис Гаудиньш       | Мэшем (озвучивает Алексей Золотницкий) |
| Игорь Дмитриев         | маркиз де Торси                        |
| Юрис Стренга           | граф Штауэнбауэр, посол Австрии        |
| Александр Вокач        | лорд Девоншир                          |
| Борис Бланк            | художник                               |
| Георгий Всеволодов     | церемониймейстер                       |
| Николай Ерофеев        | Оливер                                 |
| Светлана Данильченко   | эпизод                                 |
| Анна Фроловцева        | эпизод                                 |
| Нина Веселовская       | эпизод                                 |